# Municipio de Jackson (condado de Hardin, Iowa)
El municipio de Jackson (en inglés: Jackson Township) es un municipio ubicado en el condado de Hardin en el estado estadounidense de Iowa. En el año 2010 tenía una población de 229 habitantes y una densidad poblacional de 2,48 personas por km².

## Geografía
El municipio de Jackson se encuentra ubicado en las coordenadas 42°25′39″N 93°10′30″O / 42.42750, -93.17500. Según la Oficina del Censo de los Estados Unidos, el municipio tiene una superficie total de 92.18 km², de la cual 92,18 km² corresponden a tierra firme y (0 %) 0 km² es agua.

## Demografía
Según el censo de 2010, había 229 personas residiendo en el municipio de Jackson. La densidad de población era de 2,48 hab./km². De los 229 habitantes, el municipio de Jackson estaba compuesto por el 95,2 % blancos, el 1,31 % eran asiáticos y el 3,49 % eran de una mezcla de razas. Del total de la población el 3,49 % eran hispanos o latinos de cualquier raza.